# Ужути (Свентокшиське воєводство)
Ужути (пол. Urzuty) — село в Польщі, у гміні Опатовець Казімерського повіту Свентокшиського воєводства.
Населення — 149 осіб (2011).
У 1975-1998 роках село належало до Келецького воєводства.

## Демографія
Демографічна структура на день 31 березня 2011 року:
|          | Загалом | Допрацездатний вік | Працездатний вік | Постпрацездатний вік |
| -------- | ------- | ------------------ | ---------------- | -------------------- |
| Чоловіки | 79      | 9                  | 63               | 7                    |
| Жінки    | 70      | 6                  | 44               | 20                   |
| Разом    | 149     | 15                 | 107              | 27                   |